# Кыргов, Генчо Кыньов
Генчо Кыньов Кыргов (болг. Генчо Къньов Къргов; 1789, Кулопчии — 1883, Дермендере) — болгарский военный, гайдук.

## Биография
Информация про ранние годы Генчо практически отсутствует. Существует версия, согласно которой он получил хорошее военное образование в Константинополе, в результате конфликта зарубил насмерть турецкого янычара, после чего был вынужден скрываться от турецких властей и в итоге примкнул к борцам за независимость Болгарии.
Родился в семье болгарского вельможи — воеводы Кыньо Кыргова (болг. Къньо Къргов), рядом с местечком Кулопчии (ныне город Гурково) в Османской Болгарии. В начале XIX века стал одним из воевод болгарских гайдуков в борьбе против турецкой оккупации и активным участником русско-турецких войн первой половины XIX века.

## Борьба против турецкой оккупации и участие в русско-турецких войнах
Во время курджалийства (подавления турецкими войсками волнений среди болгар, требующих автономии, либо независимости от Османской Империи) стал предводителем группы повстанцев. Участник русско-турецкой войны 1806—1812 года. После создания Болгарского земского войска, как добровольческого подразделения в составе русской армии, присоединился к русским войскам.
В ходе Русско-турецкой войны 1828—1829 годов отряд воеводы участвовал в наступлении на Адрианополь в качестве одного из авангардных подразделений армии генерала Дибича-Забалканского. После окончания войны Генчо Кыньов Кыргов эмигрировал в Россию, поселился в Бессарабии, в селе Дермендере. Его фамилия была в русских документах как Греков.

## Семья
Имел двух сыновей: Митю и Михаила — участника национально-освободительного движения Болгарии второй половины XIX века. Потомки Генчо Кыргова осели в России и на Украине: в Москве, Николаеве, Бердянске и кол. Дермендере (ныне с. Каланчак в Одесской области).

## Память
Генчо Кыргов в разных источниках фигурирует как воевода Генчо или воевода Кыргов.
В 1920 году в городе Гурково был построен культурный центр «Воевода Генчо Кыргов».
Сегодня в культурном центре имени Генчо Кыргова размещаются библиотека (30 тыс.томов), этнографический музей, спортивная секция, а также проводятся фотовыставки.